# Laura D'Oriano
Laura D'Oriano (Istanbul, 27 settembre 1911 – Roma, 16 gennaio 1943) è stata un'agente segreta italiana naturalizzata svizzera, per conto degli Alleati durante la Seconda guerra mondiale.
È stata l'unica donna a essere stata condannata a morte in Italia la cui sentenza è stata poi eseguita (altre donne hanno subito la medesima condanna, ma poi la vita è stata loro risparmiata).

## Biografia

### Primi anni
Laura D'Oriano nacque nell'odierna Istanbul, che faceva ancora parte dell'Impero ottomano. I suoi genitori erano Policarpo D'Oriano, un musicista italo-levantino di Smirne originario di Pozzuoli, e Aida Caruana. Laura era la prima di cinque figli della coppia. La madre, colta e severa, ebbe molto a cuore, tra le altre cose, che i figli parlassero un italiano fluente. Vista la professione del padre, la famiglia D'Oriano fu costretta a viaggiare molto; in tal modo però riuscirono anche a sfuggire ai vari conflitti che scoppiarono nell'Europa dell'epoca.
Alla fine degli anni venti Policarpo D'Oriano decise di avviare un'azienda di importazione ed esportazione di strumenti musicali presso il porto di Marsiglia. In questo modo la famiglia non fu più costretta a viaggiare. Tuttavia Laura, all'età di 17 anni e avendo acquisito la conoscenza di ben cinque lingue, volle partire per Parigi per tentare la carriera di cantante.

### Maturità
I tentativi per diventare cantante non ottennero il successo sperato. Tornata a Marsiglia, la D'Oriano conobbe un cittadino svizzero, Emil Fraunholz, un uomo fuggito dalla Svizzera per evitare il servizio militare. I due si sposeranno a Marsiglia il 18 agosto 1931: così facendo, la D'Oriano acquisì automaticamente la cittadinanza svizzera. Fraunholz era una figura enigmatica: cercava sempre modi per far soldi, ad esempio prendeva denaro per smistare lettere provenienti da soldati che combattevano sul fronte africano. In seguito la coppia si trasferì a Grasse, nelle Alpi Marittime, dove aprirono una drogheria. L'anno seguente la D'Oriano ebbe la prima figlia, Renée; un anno dopo partorirà un'altra figlia, Anna.
Il clima familiare diventa via via sempre più pesante: Fraunholz si rivela troppo geloso e possessivo, inoltre la D'Oriano mal sopporta il proprio ruolo di madre e col tempo si convince di non essere portata ai compiti che ciò comporta.
Non solo: la D'Oriano soffriva anche per le condizioni di lavoro precarie e pertanto convinse il marito a trasferirsi a Nizza, dove tra l'altro avevano traslocato anche i genitori di lei.
Tuttavia il peso ingombrante della gestione familiare divenne insostenibile: nel 1935, in una notte di primavera e di nascosto, la D'Oriano lasciò la casa coniugale. Non avrebbe mai più rivisto le figlie. A quel punto Fraunholz, disperato e furibondo per la scelta della moglie, altro non poté che tornare nella natia Svizzera, a Bottighofen, il paese in cui era cresciuto.
Nel 1938 la D'Oriano si recò di nuovo a Parigi in cerca di lavoro, sperando di guadagnare abbastanza soldi anche per continuare le lezioni di canto. Riuscì a trovare un posto come rappresentante di cappelli da donna e come dattilografa presso un'azienda edile. Tuttavia la situazione si fece comunque difficile visto l'avvicinarsi della guerra: di denaro ne girava poco, inoltre la D'Oriano, essendo cittadina straniera, cominciava ad avere problemi con i permessi di soggiorno.
Arrivò infatti il 10 giugno 1940, data in cui Mussolini dichiarò guerra alla Francia che ben presto si arrese sia alla Germania sia all'Italia spaccando il paese in due: controllata dai nazisti a nord e dal governo di Vichy del maresciallo Philippe Pétain a sud.

### Inizi come spia
Costretta ancora una volta ad abbandonare Parigi, nell'agosto del 1940 la D'Oriano si recò di nuovo a Nizza. Il permesso di soggiorno era scaduto e si trovava in serio pericolo dato che sarebbe bastato un normale controllo della polizia per essere arrestata. Conobbe un certo Daniel Pétard che le diede lavoro come dattilografa nella sua coltelleria. Una sera Pétard, recatosi a casa della D'Oriano, la tempestò di domande sulla sua vita. Si trattava in realtà di una sorta di “test”, tanto che alla fine lui le fece firmare un documento in cui lei s'impegnava a prestare un “piccolo aiuto” in caso di necessità.
Si ritiene che fu in quel momento che la D'Oriano divenne una spia, tant'è vero che qualche giorno dopo le venne presentato tal Simon Cotoni facente parte della "défense du territoire" (la polizia) e legato clandestinamente all'intelligence britannica. Anche in questo caso Cotoni sottopose la donna a una sorta d'interrogatorio: la D'Oriano apparve piuttosto agitata. Cotoni le chiese ad esempio quante lingue parlasse e se tra queste ci fosse il tedesco, ma la D'Oriano non parlava questa lingua. Poi Cotoni le chiese se avesse cibo a sufficienza per la propria sussistenza, le diede 300 franchi e le disse che si sarebbe occupato lui di prepararle tutti i documenti. Lei doveva fare domanda per ottenere il visto per andare in Italia; alla fine però il visto le fu negato.
Dal gennaio 1941, secondo i rapporti del controspionaggio italiano, la D'Oriano venne inviata a Parigi in missione di prova per cercare di carpire informazioni tra gli ufficiali tedeschi.

### Periodo a Bordeaux
Nella primavera del 1941 la D'Oriano partì per Bordeaux. Fu infatti lì che le venne assegnata la sua prima vera missione. La D'Oriano ebbe l'incarico di monitorare i movimenti dei sommergibili italiani nella base italiana BETASOM. Per espletare il compito assegnatole, la D'Oriano inviava periodicamente delle cartoline al Little Hotel di Tolosa scrivendo delle frasi apparentemente innocenti, ma che in realtà erano un codice. Il destinatario era un certo Monsieur Sabloirolle, che fornì alla D'Oriano anche i documenti per una nuova identità, ossia quella di Louise Fremont detta “Loulou”, di professione cantante e ballerina. Entrare nella base BETASOM era impossibile, tuttavia era molto facile incontrare dei soldati in città. In una piscina, la D'Oriano riuscì a conoscere un addetto alla manutenzione dei sommergibili: ottenere informazioni divenne così più facile. La missione durò in totale due mesi.

### Periodo di transizione
Nel settembre 1941 la D'Oriano è di nuovo a Nizza dove incontra per la seconda volta Cotoni, il quale si dichiarò soddisfatto del lavoro della donna e la ricompensò con 4000 franchi. Ai primi di ottobre lo stesso Cotoni propose alla D'Oriano una missione più vasta in Italia. A tal proposito, venne condotta a Marsiglia dove le venne presentato un certo Cosik, un agente segreto britannico che si occupava di reclutamento di spie locali nella zona di Marsiglia. Cosik voleva che la D'Oriano segnalasse l'ubicazione delle navi e ciò che avveniva nei cantieri dei porti di Genova e Napoli; inoltre, doveva descrivere i danni dei bombardamenti alleati. La D'Oriano accettò la missione.
Cosik e la stessa D'Oriano andarono a Briançon, vicino alla frontiera italiana, in attesa della persona che avrebbe dovuto condurla in Italia. Cosik le diede da studiare il manuale dei segni convenzionali distintivi delle navi e dei sommergibili. Inoltre, alla D'Oriano vennero forniti documenti con un'altra falsa identità, ossia quella di Laura Fantini.

### Primi giorni in Italia
Nella notte tra l'11 e il 12 dicembre 1941 la D'Oriano attraversò il confine italo-francese a piedi presso il passo del Monginevro. Si riposò a Cesana Torinese, poi da lì prese un pullman per Sauze d’Oulx da cui proseguì per Torino e infine per Genova. Lì avrebbe alloggiato presso una casa privata: la D'Oriano aveva una lettera di presentazione da consegnare a una certa Maria Talla. La prima spedizione servì solo a informare del suo arrivo senza intoppi. L'indomani si recò verso il porto, da cui poté vedere l'incrociatore Bolzano e la nave da battaglia Littorio attraccati nel bacino delle Grazie.
Il 14 dicembre spedì la sua prima lettera di segnalazioni. Come da istruzioni, la D'Oriano doveva preparare normali lettere dal contenuto non sospetto scritte in italiano, con le segnalazioni richieste scritte in francese con inchiostro simpatico tra una riga e l'altra. Poi doveva imbustare il messaggio in una busta indirizzata ad Aldo Rossetti, un agente di cambio di Modane. Quella stessa busta doveva poi essere messa in un'altra busta indirizzata ad Emilio Brayda, un altro agente di cambio, ma di Torino. Brayda avrebbe provveduto tramite personale ferroviario compiacente a far recapitare la lettera a Rossetti, il quale poi l'avrebbe spedita a Marsiglia a Cosik.
In tutto la D'Oriano soggiornò a Genova due giorni, dopodiché partì in treno per Napoli.

### Mosse del controspionaggio italiano
La D'Oriano e le altre persone coinvolte, tuttavia, non sospettavano che un informatore attivo in Francia aveva già avvertito il controspionaggio italiano dell'ingresso di una spia dalla Francia con destinazione Genova. Pertanto i Carabinieri, all'arrivo della D'Oriano in città, erano già pronti a pedinarla. Tuttavia, ancora non conoscevano la sua vera identità e si limitarono a seguirla ad ogni suo passo. In ogni caso, tutti i messaggi che la D'Oriano spediva dall'Italia venivano intercettati, decifrati e alterati.
Il personaggio chiave del controspionaggio italiano verso la Francia era all'epoca il capitano dei carabinieri Ettore Saraco. Costui ebbe l'astuzia di non arrestare gli agenti nemici appena individuati, ma inizialmente si limitava a seguirne le tracce per spiarne il comportamento e ottenere maggiori informazioni. Poi, al momento opportuno, il malcapitato veniva catturato e gli venivano prospettate due opzioni: o si faceva reclutare nel controspionaggio italiano come double agent, oppure veniva arrestato e condannato a morte. Saraco già da un paio di mesi era al corrente dell'attività di Brayda e Rossetti proprio grazie all'arresto di un altro agente che lavorava per loro in Italia.

### Ultimi giorni di libertà per la D'Oriano
La mattina del 15 dicembre 1941 la D'Oriano raggiunse Napoli prendendo poi una stanza in una pensione. Il giorno seguente pensò alla sua missione: ovviamente allo scopo era necessario osservare il porto, al quale però vi erano rigide restrizioni di accesso. Per non insospettire nessuno, la D'Oriano salì su un tram dove abbordò un giovane della milizia ferroviaria per poi farsi riaccompagnare da lui alla pensione. Verso sera, sempre avendo la missione come obiettivo principale, conobbe in un cinema un sottufficiale della Marina: al termine si congedarono promettendo di rivedersi.
L'indomani la D'Oriano partì all'alba in treno per Roma, sempre ignara di avere il controspionaggio alle calcagna.
Il 17 dicembre la D'Oriano per necessità fece un errore imperdonabile per una spia: si recò all'abitazione della madre. Con questa mossa maldestra (ma necessaria in quanto rimasta senza i soldi che le servivano per i biglietti ferroviari), a quel punto il controspionaggio non ebbe più dubbi sulla vera identità della spia pedinata.
La ragazza stette dalla madre fino a Santo Stefano passando con lei un periodo talmente sereno che quasi si convinse a lasciar perdere tutto per tornare in Francia.
Il 19 dicembre la D'Oriano spedì una delle lettere a Brayda. Tale lettera venne intercettata e decifrata dai carabinieri: la lettera conteneva informazioni sulla presenza navale a Genova e a Napoli.
Il 26 dicembre la D'Oriano partì in treno per Napoli, città che non raggiungerà. La D'Oriano venne arrestata senza opporre resistenza e fatta scendere alla stazione di Littoria (l'odierna Latina). L'indomani venne perquisita nel carcere femminile Mantellate di Roma: venne trovata in possesso di vari documenti falsi a nome Laura Fantini, soldi e appunti. Venne poi trasferita a Torino per essere interrogata.

### Sviluppi successivi
Dopo l'arresto della D'Oriano vennero arrestati anche Brayda e altre persone. Rossetti invece riuscì a restare latitante per quasi un anno prima di essere arrestato anch'egli.
La D'Oriano rimase in custodia cautelare per più di un anno. Il padre Policarpo, che nel frattempo si era separato dalla moglie, cercò di liberare la figlia in ogni modo anche scrivendo all'ex marito Emil e perfino al governo svizzero, ma nessuno mosse un dito. Policarpo non riuscì nemmeno a vedere la propria figlia.

### Processo
Il processo ebbe luogo a Roma il 15 gennaio 1943. Il tribunale incaricato di giudicare fu il Tribunale speciale per la difesa dello Stato. Venne dapprima richiesta una perizia per dare una stima del livello di pericolosità delle informazioni che la D'Oriano aveva passato al nemico. Policarpo non poté permettersi un avvocato e quindi alla D'Oriano ne venne assegnato uno d'ufficio.
Il Tribunale speciale per la difesa dello Stato, di fatto, non era un tribunale comune, bensì agiva secondo le leggi di guerra e la sentenza del processo arrivò dopo un solo giorno. Emilio Brayda venne assolto (in seguito accettò il reclutamento nel controspionaggio italiano). Rossetti venne condannato a quindici anni di carcere (grazie all'avvocato Bruno Cassinelli che in realtà era un membro influente del partito fascista nonché spia dell'OVRA). La D'Oriano invece venne condannata a morte per mezzo di fucilazione.

### Esecuzione della sentenza e morte
Alle ore 6.15 del 16 gennaio 1943 la D'Oriano incontrò un sacerdote che la confessò. Pochi minuti dopo venne condotta davanti al plotone di esecuzione, un reparto della Milizia Volontaria per la Sicurezza Nazionale. Il comandante Mario De Mari lesse ad alta voce la sentenza. Alle 7.07 la fucilazione venne eseguita. La D'Oriano venne sepolta in una fossa comune. Solo nel 1958 il padre Policarpo la ritrovò e la fece tumulare a Roma nel cimitero del Verano, dove egli stesso fu sepolto nel 1962, accanto alla figlia.